# Herpomyces ectobiae
Herpomyces ectobiae Thaxt. – gatunek grzybów z rzędu Herpomycetales. Grzyby mikroskopijne, pasożyty owadów (grzyby entomopatogeniczne).

## Charakterystyka
Jest pasożytem zewnętrznym. W Polsce Tomasz Majewski opisał jego występowanie na karaczanie prusaku (Blattella germanica).

## Systematyka
Pozycja w klasyfikacji według Index Fungorum: Herpomyces, Herpomycetaceae, Herpomycetales, Laboulbeniomycetidae, Laboulbeniomycetes, Pezizomycotina, Ascomycota, Fungi.
Gatunek ten opisał Roland Thaxter w 1902 r. Znalazł go na owadzie Ectobia germanica.